# Клаудіуш Шевкович
Клаудіуш Мірослав Шевкович (пол. Klaudiusz Mirosław Szewkowicz, 26 вересня 1970, Свентохловіце) — польський шеф-кухар, спортивний активіст, чиновник місцевого самоврядування, учасник реаліті-шоу «Big Brother», телеведучий. 

## Біографія

### Телевізійна кар'єра
У 2001 році взяв участь у першому польському виданні реаліті-шоу Big Brother. На хвилі популярності після закінчення програми знявся у фільмі з учасниками «Big Brother: Гульчас, а як думаєш ...» (2001) Єжи Грузи, а також мав власну кулінарну програму «Великий сюрприз Клаудіюша», що транслювалася на TVN, а також проводив рекламні акції у телемагазині Манго. 
У 2004 році взяв участь у програмі «Бар 4 — золото для зухвалих». 
На телебаченні Сілезії приймав програму «Klaudiusz & Cooking». 

### Політична кар'єра
Належав до Демократичної народної партії. У 2004 році був кандидатом від комітету KPEiR- PLD до Європейського Парламенту по виборчому округу, що охоплював область Підляшського та Вармінсько-Мазурського воєводств (ця коаліція не отримала мандатів). У 2006 році став райцем міста Хожув зі списку «Об’єднаної коаліції Хожува». У 2010 році був переобраний від імені того ж комітету. У березні 2011 року покинув партію «Вспульни Хожув», а в 2014 році його знову обрали до міської ради зі списку Громадянської платформи. У 2018 році відновив свій мандат, починаючи зі списку Громадянської коаліції. 

### Інші починання
Є автором двох книг: «Сенкоцин від кухні» (2001) та «Смак успіху» (2006). 
З 2003 року був президентом жіночого спортивного клубу КПР «Рух Хожува». У 2007 році став менеджером польської жіночої збірної з гандболу. 
Випустив музичний альбом під назвою «Оптиміст,  а також сингл «Те що найважливіше». 

## Приватне життя
Одружений з англійкою Керолайн, має двох дітей: дочку Ванессу (1997 р.н.) та сина Клаудіо-Тайгера (2000 р.н.). 